# Distretto di Liezen
Liezen è un distretto amministrativo dello stato di Stiria in Austria, diviso nel distretto centrale Bereich Liezen e nel subdistretto di Gröbming.
Il subdistretto (Politische Expositur) di Gröbming è formalmente autonomo e parte delle funzioni amministrative è regolata dal distretto principale di appartenenza, quello di Liezen.

## Geografia fisica
Il distretto di Liezen si trova nella parte estrema nord-occidentale della Stiria, ai confini con gli stati federati del Salisburghese e dell'Alta Austria. Gran parte del distretto fa parte della regione naturalistica del Salzkammergut.

## Geografia antropica
Qui l'elenco dei comuni suddiviso nei 2 subdistretti, quello propriamente di Liezen (Bereich Liezen) ed i due autonomi. In grassetto sono indicati i comuni con status di città (5 in totale), mentre i comuni con diritto di mercato sono indicati con una M fra parentesi (10 in totale).

### Bereich Liezen
- Admont (M)
- Aich
- Aigen im Ennstal
- Altaussee
- Altenmarkt bei Sankt Gallen (M)
- Ardning
- Bad Aussee
- Bad Mitterndorf (M)
- Gaishorn am See (M)
- Grundlsee
- Irdning-Donnersbachtal (M)
- Landl
- Lassing
- Liezen
- Rottenmann
- Sankt Gallen (M)
- Selzthal
- Stainach-Pürgg (M)
- Trieben
- Wildalpen
- Wörschach

### Expositur Gröbming

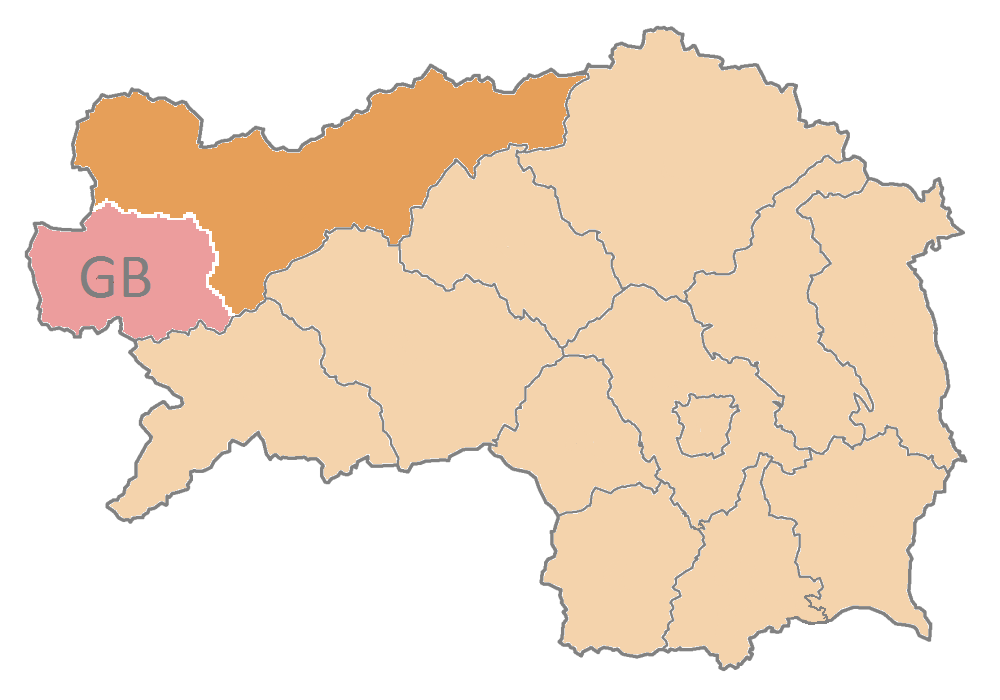
Mappa del subdistretto di Gröbming

- Aich
- Gröbming (M)
- Haus (M)
- Michaelerberg-Pruggern
- Mitterberg-Sankt Martin
- Öblarn (M)
- Ramsau am Dachstein
- Schladming
- Sölk